# Lou Ye
Lou Ye (ur. w marcu 1965 w Szanghaju) – chiński reżyser i scenarzysta filmowy, zaliczany do tzw. szóstej generacji chińskich filmowców. Jeden z czołowych przedstawicieli tamtejszego kina niezależnego.

## Życiorys
W 1983 ukończył Szkołę Sztuk Pięknych w Szanghaju (上海美术学校) na kierunku animacja filmowa, a w 1989 roku Pekińską Akademię Filmową (北京电影学院) na kierunku reżyseria. W 1998 był współzałożycielem Dream Factory – pierwszej w Chinach niezależnej wytwórni filmowej.
We wrześniu 2006 władze Chińskiej Republiki Ludowej ukarały go pięcioletnim zakazem pracy reżyserskiej za zgłoszenie – bez ich zgody – filmu Letni pałac do konkursu głównego na 59. MFF w Cannes.

## Filmografia
| Rok  | Tytuł chiński  | Romanizacja pinyin           | Tytuł polski             | Tytuł angielski  | Notatki                                                                                                |
| ---- | -------------- | ---------------------------- | ------------------------ | ---------------- | --- |
| 1993 | 週末情人       | zhōumò qíngrén               | Weekendowi kochankowie   | Weekend Lover    | Nagroda Werner Fassbinder za reżyserię na Internationales Filmfestival Mannheim-Heidelberg w 1996 roku |
| 1995 | 危情少女       | wēiqíng shàonǚ               | Nie bądź młody           | Don't Be Young   | |
| 2000 | 苏州河         | sūzhōu hé                    | Suzhou                   | Suzhou River     | Nagroda Tygrysa na International Film Festival Rotterdam w 1999 roku                                   |
| 2001 | 在上海         | zài shànghǎi                 | "W Szanghaju"            | "In Shanghai"    | Krótki film video                                                                                      |
| 2003 | 紫蝴蝶         | zǐ húdié                     | Purpurowy motyl          | Purple Butterfly | |
| 2006 | 頤和園         | yíhéyuán                     | Letni pałac              | Summer Palace    | |
| 2009 | 春风沉醉的晚上 | chūnfēng chénzuì de wǎnshàng | Noce wiosennego upojenia | Spring Fever     | Prix du scénario na festiwalu filmowym w Cannes w 1999 roku                                            |
| 2011 | 花             | huā                          | Miłość i blizny          | Love and Bruises | |
| 2012 | 浮城谜事       |                              | Tajemnica                | Mystery          | |